# Vrancke van der Stockt
Vrancke van der Stockt est un peintre flamand. Il est né avant 1424 à Bruxelles et mort le 14 juin 1495 dans la même ville. Son père était Jan van der Stockt, peintre Bruxellois.

## Biographie
En 1445, Vrancke van der Stockt est admis à la Guilde de Saint-Luc de Bruxelles et hérite de l'atelier de son père, Jan van der Stockt. Après la mort de Rogier van der Weyden, en 1464, il devient le peintre officiel de la ville. Il est membre du magistrat de Bruxelles en 1465, 1472 et 1475 et chef de la Confraternité de Saint-Eloi de 1471 à 1473.
Avec sa femme, Catherine de Moeyen, il a deux fils, Bernaert van der Stockt (avant 1469 - après 1538) et Michiel van der Stockt (avant 1469 - ?), tous deux peintres.

## Œuvres

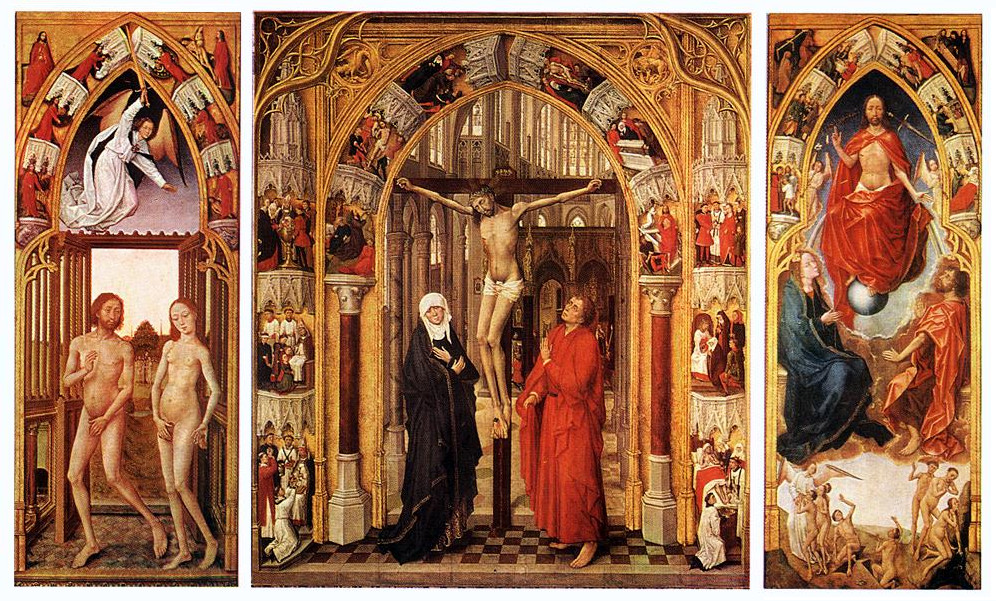
Triptyque de la Rédemption,musée du Prado

L'œuvre de Vrancke van der Stockt est très influencée par celle de Rogier van der Weyden avec lequel il a peut-être collaboré. Sa principale réalisation connue, le Triptyque de la Rédemption conservé au musée du Prado, a été attribuée jusque dans les années 1920 à un peintre anonyme désigné sous le nom de Maître de la Rédemption du Prado, jusqu'à ce que Georges Hulin de Loo identifie Vrancke van der Stockt comme auteur. C'est par similitude avec cette œuvre que d'autres lui ont été ensuite attribuées.
- Triptyque de la Rédemption, c. 1455-1459, musée du Prado
- Panneau central du Triptyque du Jugement dernier, 1460, Musée d'histoire de Valence (en)
- Panneaux latéraux du Triptyque du Jugement dernier, 1460, Musée des beaux-arts de Valence[3]
- La flagellation, Musée des beaux-arts de Valence
- Annonciation, Musée des beaux-arts de Dijon
- Donateur agenouillé devant saint Jean, 1470, Allen Memorial Art Museum
- Pietà, Musée Mayer van den Bergh
- Triptyque de la Descente de Croix, collection privée, ancienne collection de Charles II de Bourbon-Parme[4]